# Macon (Illinois)
Macon je grad u američkoj saveznoj državi Ilinois. Prema popisu stanovništva iz 2010. u njemu je živjelo 1.138 stanovnika.